# Pinus resinosa
Pinus resinosa là một loài thực vật hạt trần trong họ Thông. Loài này được Aiton miêu tả khoa học đầu tiên năm 1789.